# Православие в Хърватия
Православното християнство е втората най-разпространена религия в Хърватия след католицизма. Над 190 000 души (4,44% от населението на страната) са източноправославни християни.
Православието в Хърватска е представено най-вече от Сръбската православна църква, която включва най-големият брой православни християни. Други главни християнски църви са Българската православна църква и Македонската православна църква. Тези три църкви са признати от държавата.  В Хърватия има и поддръжници на Черногорската православна църква. По време на Втората световна война съществува и Хърватска православна църква.

## Статистика
В данните от преброяването на населението на Хърватия през 2011 година е включена и таблица, включваща етнос и религия. Данните показват, че 190 143 православни християни (4,44% от населението на страната) принадлежат към следните етнически групи:
- 159 530 православни сърби
- 16 647 православни хървати
- 2401 православни македонци
- 2187 православни, декларирали религия за националност
- 2084 православни без декларирана националност
- 1822 православни черногорци
- 816 православни от други националности, освен посочените тук
- 729 православни руснаци
- 341 православни украинци
- 293 православни бошняци
- 158 православни българи
- 157 православни с неизвестна националност
- 147 православни румънци
- 124 православни от регионални връзки
- други етноси (под 100 души от всеки)

| Православно население по националност            | Православно население по националност            | Православно население по националност | Православно население по националност | Православно население по националност |
| ------------------------------------------------ | ------------------------------------------------ | ------------------------------------- | ------------------------------------- | ------------------------------------- |
| националност                                     |                                                  |                                       |                                       |                                       |
| православни сърби                                | православни сърби                                |                                       | 159,530                               | 159,530                               |
| православни хървати                              | православни хървати                              |                                       | 16,647                                | 16,647                                |
| православни македонци                            | православни македонци                            |                                       | 2,401                                 | 2,401                                 |
| православни, декларирали религия за националност | православни, декларирали религия за националност |                                       | 2,187                                 | 2,187                                 |
| Православно население по националност            |                                                  |                                       |                                       |                                       |

## Сръбско православие
Църквата събира вярващите сред сърбите в Хърватия. В Хърватия тя включва следните епархии: 
- Метрополия на Загреб, Любляна и цяла Италия
- Горнокарловачка епархия
- Славонска епархия
- Епархия на Осечко поле и Барания
- Далматинска епархия

Сред главните сръбскоправославни места са следните манастири:
- Драгович
- Гомирие
- Комоговина
- Кърка
- Крупа
- Лепавина
- Света Лазарица
- Света Неделя
- Света Петка
- Свети Василий Острошки

и църквите
- Загребска православна катедрала
- Църква на Свети Деметрий (Дали)
- Църква на Свети Никола (Каровац)
- Църква на Благовещение (Дубровник)
- Църква на Свети Никола (Вуковар)
- Църква на Пентекост (Винковци)